# Les Rallizes Dénudés
Les Rallizes Dénudés (裸 の ラ リ ー ズ, Hadaka no Rariizu) fue una banda japonesa underground de rock psicodélico formada en 1967 en la Universidad Doshisha de Kioto. Su estilo musical se caracteriza por sus pasajes musicales simples y repetitivos y, sobre todo, por sus estridentes y cacofónicos feedbacks de guitarra. Su discografía se compone principalmente de bootlegs grabados en concierto por sus propios fans, exceptuando algunos esporádicos intentos abortados de grabación en estudio, debido a que nunca han lanzado oficialmente ningún material propio, aunque existen numerosos lanzamientos de archivo en sellos discográficos independientes.
En 1970, el bajista original de la banda, Moriaki Wakabayashi, participó en el secuestro del vuelo 351 de Japan Airlines orquestado por el Ejército Rojo Japonés.

## Discografía selecta
- Oz Days Live (2×LP, Oz, 1973)
- '67–'69 Studio et Live (CD, Rivista, 1991)[9]
- Mizutani/Les Rallizes Dénudés (CD, Rivista, 1991)[10]
- '77 Live (2×CD, Rivista, 1991)[11]
- Les Rallizes Dénudés (Video, Ethan Mousiké, 1992)
- Heavier Than A Death In The Family (CD, Phoenix, 2002)[12]
- Mars Studio 1980 (3×CDr, Univive, 2004)
- Naked Diza Star (3×CD, Univive, 2006)
- Great White Wonder (4×CDr, Univive, 2006)
- Cradle Saloon '78 (4×CDr, Univive, 2006)
- 1994 Live Final Era (DVD, Univive, 2006)
- Metal Machine Music '82 (DVD, Univive, 2006)
- Double Heads (6×CDr, Univive, 2007)[13]
- Mizutani 2 With Association Love Songs (3×CD, Univive, 2007)
- Cable Hogue Soundtrack (2×CDr, Univive, 2007)[14]
- Volcanic Performance (4×CD, Univive, 2008)
- Tripical Midbooster – Winter 1981–1982 (4×CDr, Univive, 2009)

## Lecturas complementarias
- Cope, Julian (2007). "Japrocksampler".[5] Bloomsbury Publishing.
- Salgado, Daniel. «Les Rallizes Dénudés, partisanos nipones del ruido».[15] Jot Down Cultural Magazine.